# Modrásek krušinový
Modrásek krušinový (Celastrina argiolus) je druh denního motýla z čeledi modráskovitých (Lycaenidae). Jedná se o rozšířený druh modráska, který se vyskytuje od nížin do hor na celém území České republiky. Rozpětí křídel motýla je 26 až 34 mm. Samec je modrý s úzkým tmavým lemem na předních křídlech. Samice má tento lem mnohem širší a je sytěji modrá.

## Výskyt

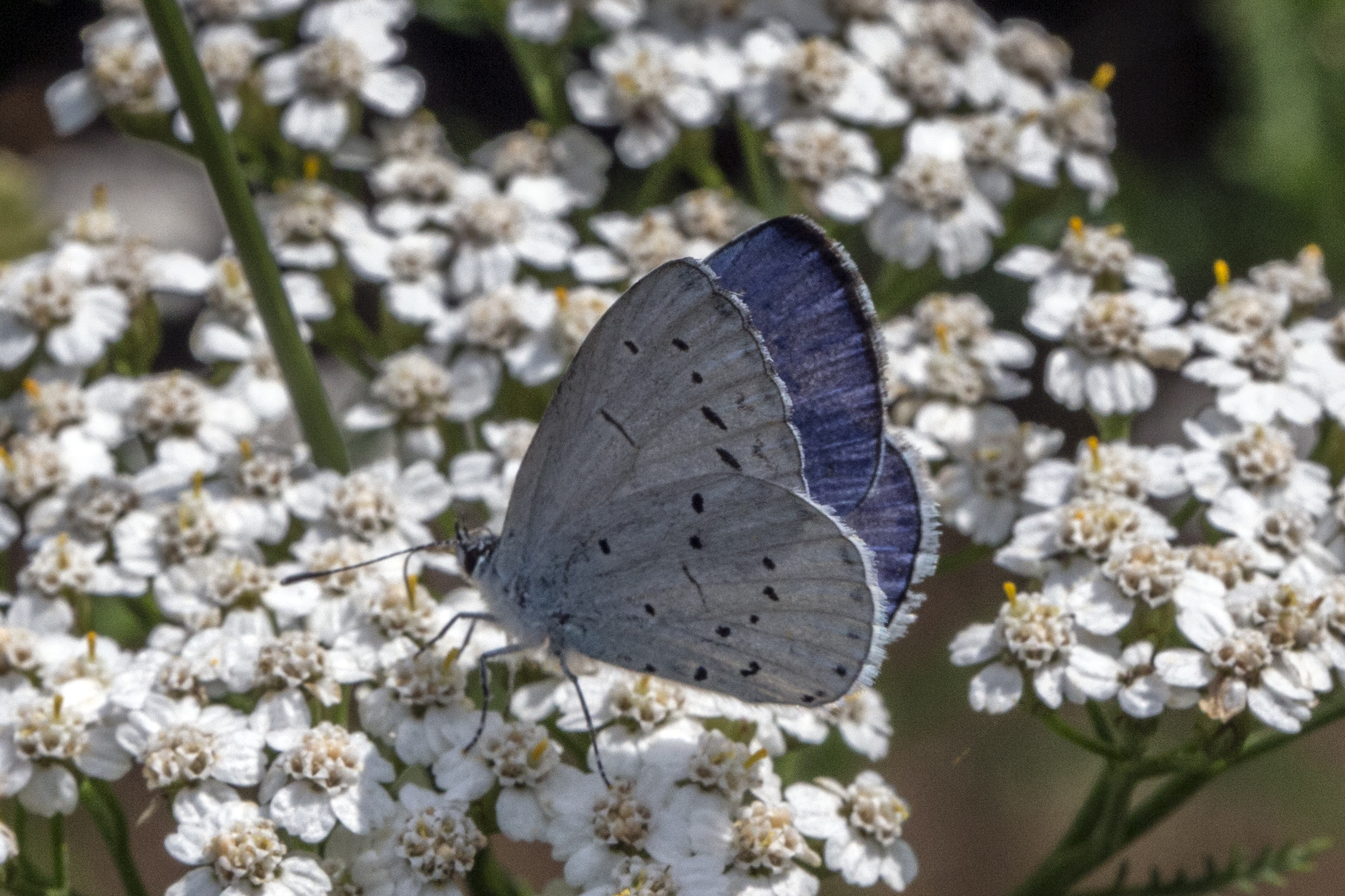
Samec sedící na řebříčku

Motýl je rozšířený od Španělska přes celou Evropu, Turecko a mírnou Asii až do Japonska. Vyskytuje se též v severní Africe a Severní Americe. V České republice je hojně rozšířen od nížin do hor. Zahlédnout ho lze i v silně urbanizované krajině.

## Chování a vývoj
Hlavní živná rostlina tohoto modráska je krušina olšová (Frangula alnus). Co se týče potravy nejsou housenky vybíravé a živí se celou řadou rostlin. V literatuře je uváděno zhruba 20 druhů z 9 různých čeledí. Další živné rostliny jsou například svída krvavá (Cornus sanguinea), chmel otáčivý (Humulus lupulus), kyprej vrbice (Lythrum salicaria), tužebník jilmový (Filipendula ulmaria), ostružiníky (Rubus), trnovník akát (Robinia pseudoacacia), tolice vojtěška (Medicago sativa), břečťan (Hedera helix), vřes obecný (Calluna vulgaris) a další. Mladé housenky se živí květy, nezralými plody a semeny. Motýl je dvougenerační (bivoltinní) s možností částečné třetí generace. Vyskytuje se od konce března do začátku června a od konce června do září. Výskyt částečné třetí generace je od konce srpna do září. Motýl přezimuje ve stadiu kukly na spodní straně listů a v opadance.

## Ochrana a ohrožení
V České republice je tento druh modráska velmi rozšířený a není ohrožen.

## Zajímavosti
V roce 2017 byl modrásek krušinový zvolen finským národním motýlem.